# Dean Geyer
Dean Stanley Geyer (* 20. března 1986, Johannesburg, Jihoafrická republika) je australský zpěvák, textař a herec, který skončil v roce 2006 na třetím místě v televizní talentové soutěži Australian Idol. Měl roli Tye Harpera v australském seriálu Neighbours. Přidal se k obsazení amerického seriálu Glee, kde ve 4. sérii ztvárňuje Brodyho Westona.

## Životopis
Narodil se v Johannesburgu v Jihoafrické republice jako nejstarší ze tří dětí. Má dvě mladší sestry, které se zajímají o bojová umění. Deanův zájem o hudbu začal již v jeho raném dětství. Naučil se hrát na kytaru a napsal svou první píseň nazvanou "Change", která byla založena na jeho stěhování se z Jihoafrické republiky do Austrálie. Na konkurzu na Australian Idol zpíval svou vlastní píseň s názvem "Nice to Meet You".
V roce 2004 založil kapelu nazvanou "Third Edge" a nahrál svou hudbu ve Studiu 52. Studio 52 poté dovolilo Geyerovi a jeho skupině vystoupit na předávání cen Kool Skools awards night, ale skupina získala pouze nominaci.

## Osobní život
V dubnu 2007 začal chodit ze zpěvačkou Lisou Origliasso z australského dua The Veronicas, kterou potkal na předávání cen ARIA Awards. V dubnu 2008 Origliasso veřejně oznámila, že jsou s Geyerem zasnoubení. Nicméně kvůli pracovním závazkům se jejich zasnoubení v červenci 2008 zrušilo. Geyer v současné době chodí s herečkou Jillian Murray, svou kolegyní s filmu Never Back Down 2: The Beatdown. Geyer je křesťan.

## Diskografie

### Alba
| Rush - Vydáno: 26. května 2007 - Nejvyšší umístění v hitparádách: 7. místo (Austrálie) - Singles: - "If You Don't Mean It" (květen 2007) |

### Singly
| Year | Song                               | Austrálie | Album                                    |
| ---- | ---------------------------------- | --------- | ---------------------------------------- |
| 2007 | "If You Don't Mean It"             | 10        | Rush                                     |
| 2008 | "Unforgettable" (s Caitlin Stasey) | 40        | Unforgettable (From Neighbours) – Single |

## Filmografie
| Rok  | Název                           | Role             | Poznámky      |
| ---- | ------------------------------- | ---------------- | ------------- |
| 2011 | Never Back Down 2: The Beatdown | Mike Stokes      | Filmový debut |
| 2015 | Landmine Goes Click             | Daniel           |               |
| 2015 | The Sand                        | Jonah            |               |
| 2016 | Don't Wake Mommy                | Brad             |               |
| 2016 | Rehearsal                       | Blaise Remington |               |

| Rok             | Název                                 | Role                 | Poznámka                                               |
| --------------- | ------------------------------------- | -------------------- | ------------------------------------------------------ |
| 2006            | Australian Idol                       | Soutěžící (sám sebe) | 4. série; skončil na třetím místě                      |
| 2007            | Saturday Disney                       | Sám sebe             | "Environmental Superheroes" "Keep Australia Beautiful" |
| 2008–2009       | Neighbours                            | Ty Harper            | Hlavní obsazení; 244 epizod                            |
| 2011            | Single Ladies                         | Gabe                 | epizoda "Can't Hide Love" (1. série, 9. epizoda)       |
| 2011            | Terra Nova                            | Mark Reynolds        | Vedlejší role; 12 epizod                               |
| 2012–2013       | Glee                                  | Brody Weston         | Hlavní obsazení (od 4. série)                          |
| 2015Şsoučasnost | Shades of Blue                        | Nick Davis           | Vedlejší role; 3 díly                                  |
| 2016            | I'm a Celebrity...Get Me Out of Here! | Sám sebe             | 1. díl 2. řady                                         |

## Ocenění
| Rok  | Výsledek  | Cena                                                     | Kategorie                              | Práce                            |
| ---- | --------- | -------------------------------------------------------- | -------------------------------------- | -------------------------------- |
| 2004 | Vyhrál    | TREV Awards (Tertiary Recreation Entertainment Victoria) | Nejlepší akustický počin               | James Dean (kapela Deana Geyera) |
| 2007 | Vyhrál    | Nickelodeon Australian Kids' Choice Awards               | Oblíbený hezoun                        |                                  |
| 2009 | Nominován | Logie Awards of 2009                                     | Nejpopulárnější nový talentovaný herec | Neighbours                       |

## Žebříčky
| Rok  | Název                                                      | Umístění |
| ---- | ---------------------------------------------------------- | -------- |
| 2006 | Nejpřitažlivější australští televizní herci podle TV Guide | 2. místo |
| 2006 | Nejpřitažlivější muži roku 2006 podle POPrepublic.tvm      | 2. místo |

## Hudební vlivy
Řekl, že mezi dva jeho hudební idoly patří Bon Jovi a Marc Cohn.